# Martin Lewandowski
Martin Maria Lewandowski (ur. 30 kwietnia 1975 we Wrocławiu) – polski przedsiębiorca, współzałożyciel polskiej federacji Konfrontacji Sztuk Walki (KSW) (wraz z Maciejem Kawulskim), organizacji promującej walki MMA. Od 2007 roku również współwłaściciel Agencji Marketingowej „My Land”. Od roku 2019 jeden z założycieli Stowarzyszenia MMA Polska.

## Biografia
W młodości rozwijał swoje pasje sportowe poprzez treningi sztuk walki: kung-fu, boks oraz kick-boxing. Równolegle uczęszczał do klasy o profilu teatralnym i szkoły muzycznej II stopnia – instrumenty perkusyjne. Dopiero w trzeciej klasie liceum postawił finalnie na ekonomię.
Jest absolwentem IX Liceum Ogólnokształcącego im. Piotra Skargi we Wrocławiu, wrocławskiej Akademii Ekonomicznej oraz Sydney Windsor Institute of Commerce.
W czasie studiów we Wrocławiu zdecydował się na urlop dziekański i przez dwa lata mieszkał w Australii, gdzie łączył studia na Sydney Windsor Institute of Commerce z dorywczą pracą w sklepie, pizzerii oraz na budowie. Przed uzyskaniem dyplomu na Akademii Ekonomicznej odbywał także praktyki w prestiżowych instytucjach finansowych poza granicami Polski.

## Kariera

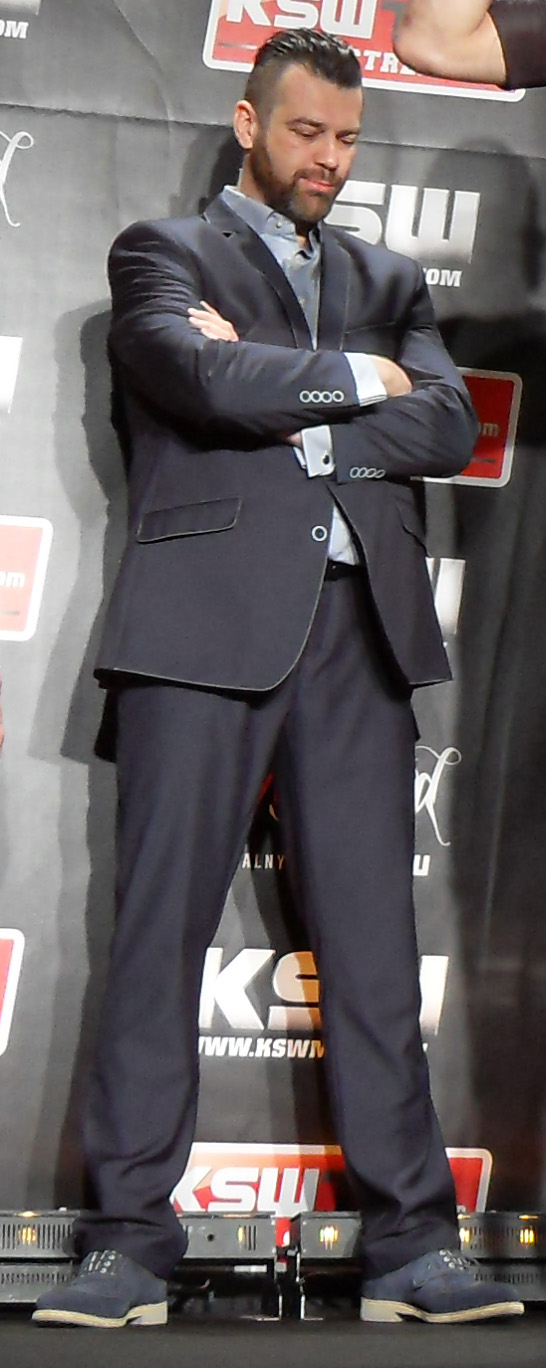
Martin Lewandowski przed galą KSW 27 w Gdańsku

W 2002 roku przeprowadził się do Warszawy i objął stanowisko kierownika do spraw promocji hotelu Marriott. W ramach powierzonych obowiązków zajmował się m.in. promocją, znajdującej się w tym samym budynku, sportowej restauracji „Champions”. W szczególny sposób angażował się we wspieranie nietuzinkowych dyscyplin sportowych, takich jak futbol amerykański. Organizował również zawody w siłowaniu się na rękę (armwrestling) lub strongmanów.
Podczas jednego z wydarzeń poznał Macieja Kawulskiego, wówczas właściciela agencji reklamowej, z którym połączyła go pasja do sportów walki oraz fascynacja galami organizowanymi przez japońską federację MMA – Pride.
W 2004 roku wspólnie z Maciejem Kawulskim założył Konfrontację Sztuk Walki (KSW). Pierwsze cztery gale zostały zorganizowane w restauracji „Champions”. Praca w hotelu Marriott przełożyła się na dostęp do zaplecza technicznego, pierwszego budżetu promocyjnego oraz bazy noclegowej dla zawodników.
W pierwszych latach funkcjonowania federacji, z racji trudności ze znalezieniem sponsorów, którzy wyłącznie finansowo zaangażowaliby się w organizację gal, Lewandowski nazywamy był „Królem Barterów”. Od drugiej gali partnerem federacji jest Telewizja Polsat. Przełożyło się to na wzrost rozpoznawalności i ekspansję organizacji, której gale przeniosły się z restauracji „Champions” do warszawskiej hali Torwar. W konsekwencji doprowadziło do zrezygnowania przez Martina Lewandowskiego z pracy w hotelu Marriott i całkowitego skupienia się na pracy w KSW.
Federacja w przeciągu 15 lat stała się największą organizacją MMA w Europie, a jej działania osiągają dziś globalny zasięg. Do tej pory organizacja zorganizowała ponad 80 gal, z których największa – KSW 39: Colosseum – przyciągnęła na PGE Stadion Narodowy 57 766 widzów, co sprawia, że było to drugie pod względem skali wydarzenie w historii światowego MMA. Gale organizowane są zarówno w Polsce, jak i za granicą – w Anglii, Irlandii, Chorwacji, Czechach oraz Francji.
Poza organizacją gal MMA federacja KSW prowadzi także szerokie działania na rzecz rozwoju mieszanych sztuk walki:
- Amatorski Puchar KSW – zawody amatorskie mające na celu m.in. wykreowanie utalentowanych zawodników, którzy dopiero zaczynają swoje starty w MMA;
- Obozy KSW – obóz sportowy z zawodnikami, trenerami i dietetykami związanymi z Federacją KSW;
- Młodzi Mistrzowie – projekt społeczny KSW oferujący program darmowych treningów dla młodzieży i dzieci z trudnych środowisk.

Utworzył sub-brand KSW Shop oraz wraz z bratem Mariuszem Lewandowskim współtworzy KSW TV.
W 2007 roku powołał do życia Agencję Marketingu Zintegrowanego – „My Land”.

## Nagrody
- Martin Lewandowski i Maciej Kawulski zajęli 42. miejsce na liście „Najbardziej Wpływowych Ludzi Sportu 2017” (Forbes/Pentagon Research)[13]
- Martin Lewandowski i Maciej Kawulski zajęli 28. miejsce na liście „Najbardziej Wpływowych Ludzi Sportu 2018” (Forbes/Pentagon Research)[14]
- Martin Lewandowski i Maciej Kawulski zajęli 28. miejsce na liście „Najbardziej Wpływowych Ludzi Sportu 2019” (Forbes/Pentagon Research)[15]
- Martin Lewandowski i Maciej Kawulski zajęli 16. miejsce na liście „Najbardziej wpływowych ludzi sportu 2020” (Forbes/Pentagon Research)[16]
- Nominacja Martina Lewandowskiego do nagrody World MMA Awards 2019 w kategorii Szef Roku[17]
- Nominacja Martina Lewandowskiego do nagrody World MMA Awards 2018 w kategorii Szef Roku[18]
- Zdobywca statuetki Tytana w kategorii Polska Marka na Świecie[19]

## Filmografia[20]
- 2019: Underdog – jako on sam, właściciel KSW